# Slacentrifuge

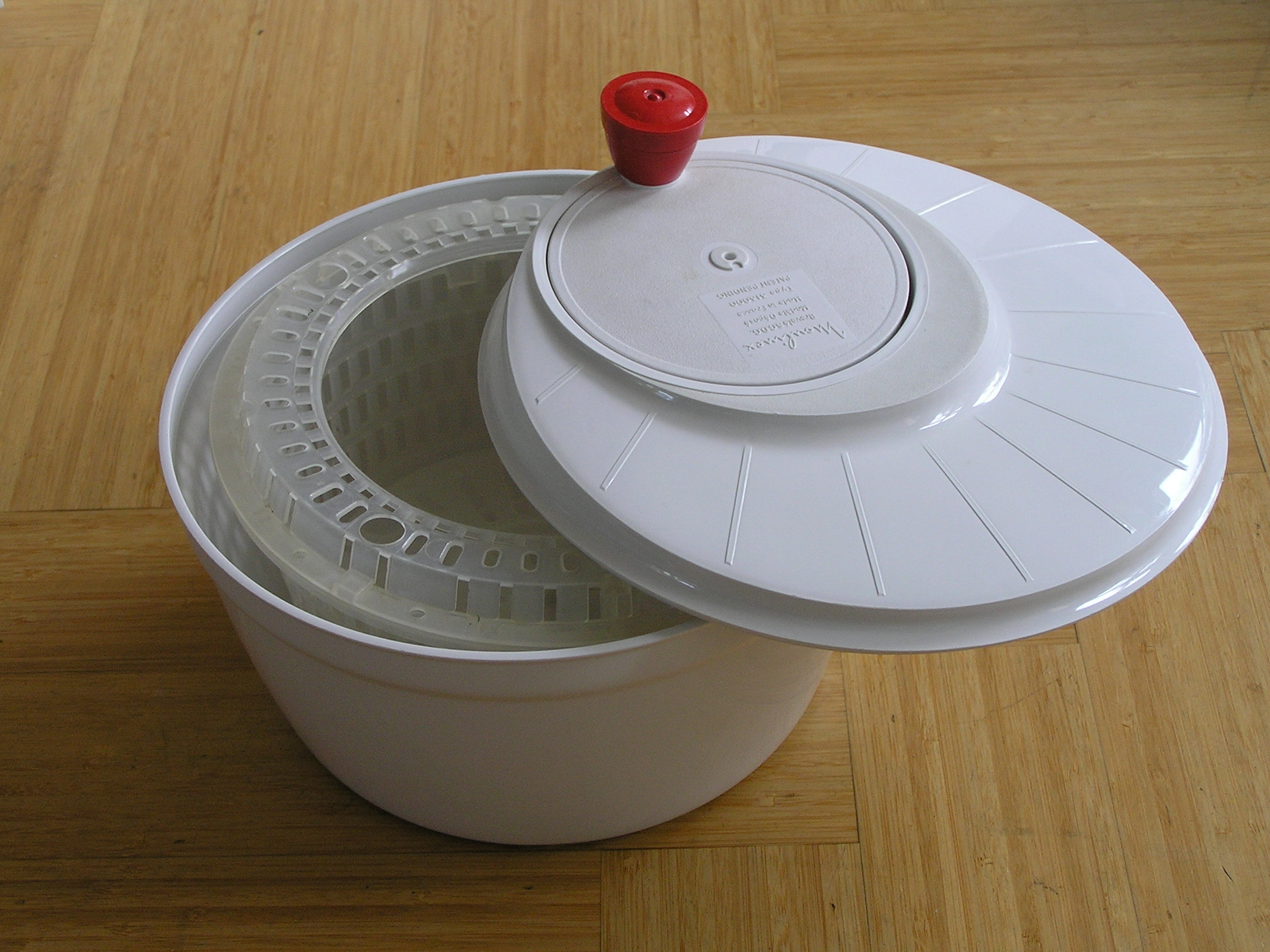
Slacentrifuge

Een slacentrifuge (ook wel slaslinger of slazwierder genoemd) is keukengerei waarmee natte (net gewassen) sla drooggecentrifugeerd wordt. Door de centrifugaalkracht die ontstaat, wordt het aanhangend water van de sla gescheiden.
De slacentrifuge bestaat meestal uit een plastic bakje met een deksel erop en een soort vergiet van binnen. Aan het deksel zit een handvat waarmee het vergiet dankzij een tandwieloverbrenging snel rondgedraaid kan worden, waardoor de sla gecentrifugeerd wordt.